# Ибрагимова, Шахла Ибрагим кызы
Шахла Ибрагим кызы Ибрагимова (азерб. Şəhla İbrahim qızı İbrahimova, род. 2 ноября 1961) — азербайджанский музыкант, музыкальный педагог. Народный артист Азербайджана (2005). Профессор музыки. Главный концертмейстер Азербайджанского Государственного симфонического оркестра, заведующий кафедрой струнных инструментов Бакинской Музыкальной академии.

## Биография
Шахла Ибрагим кызы Ибрагимова родилась 2 ноября 1961 года в Баку.
С 1969 по 1980 годы проходила обучение музыке в средней специальной музыкальной школе имени Бюльбюля. С 1980 по 1985 годы получала высшее музыкальное образование в Азербайджанской государственной консерватории имени Узеира Гаджибекова. С 1995 по 1997 годы обучалась в аспирантуре Бакинской Музыкальной Академии.
С 1983 года Шахла Ибрагимова работает в симфоническом оркестре Азербайджанской государственной филармонии имени Узеира Гаджибекова. В 1997 году была назначена главным концертмейстером этого оркестра. С 1997 года также занимается педагогической деятельностью, работает на кафедре "Камерный ансамбль" и "Струнные инструменты" Бакинской музыкальной Академии. В настоящее время является заведующей кафедрой "Струнные инструменты" Бакинской музыкальной Академии. Профессор музыки.
Активный член музыкальной общественной деятельности, является членом Ученого совета Бакинской Музыкальной Академии, а также автором программы "Репертуар оркестра". Автор и сочинитель учебного пособия "Оркестровые трудности для скрипки" и целого ряда научно-методических пособий для учащихся и студентов музыкальных образовательных учреждений.
Проживает в Баку.

## Награды
- Народный артист Азербайджанской Республики — 2005,
- Заслуженный артист Азербайджанской ССР — 2000,
- Президентская премия — 2019-2021.